# Grobniško polje
Grobniško polje (hrvaško Grobničko polje) je kraško polje severovzhodno od Reke v Primorsko-goranski županiji na Hrvaškem.
Grobniško polje se nahaja v vznožju 1376 m visoke planine Obruč v zaledju Reke. Površina meri okoli 20 km², dolgo je 6, široko pa do 4 km. Po njem teče reka Rječina. Na sredini polja se dviga do 395 mnm visoka in do 1 km dolga vzpetina Hum, ki ga deli na dva dela – Zahodni in Vzhodni del. Višji vzhodni del (302 mnm) je neploden, nižji zahodni (293 mnm) pa je naseljen in poljedelsko produktivnejši. Podnebje je umirjeno s srednjimi letnimi temperaturami 11–12 ºC. Na njem ežijo naselja: Grobnik (po katerem se polje imenuje), Podhum, Dražice, Jelenje, Podkilavac in druga. V bližini naselja Grobnik sta športno letališče in avtodrom. Ob vzhodnem delu polja pelje avtocesta A6 Reka–Zagreb.